# Übelbach
Übelbach è un comune austriaco di 1 982 abitanti nel distretto di Graz-Umgebung, in Stiria; ha lo status di comune mercato (Marktgemeinde).